# Negeri Agung (Merapi Barat)
Negeri Agung is een bestuurslaag in het regentschap Lahat van de provincie Zuid-Sumatra, Indonesië. Negeri Agung telt 691 inwoners (volkstelling 2010).